# Садвакасов, Смагул
Смагу́л Садвака́сов (каз. Смағұл Сәдуақасов; 1900, Акмолинская область — 16 декабря 1933, Москва) — казахский государственный деятель, писатель и редактор.

## Биография

С женой Елизаветой, урождённой Букейхановой.

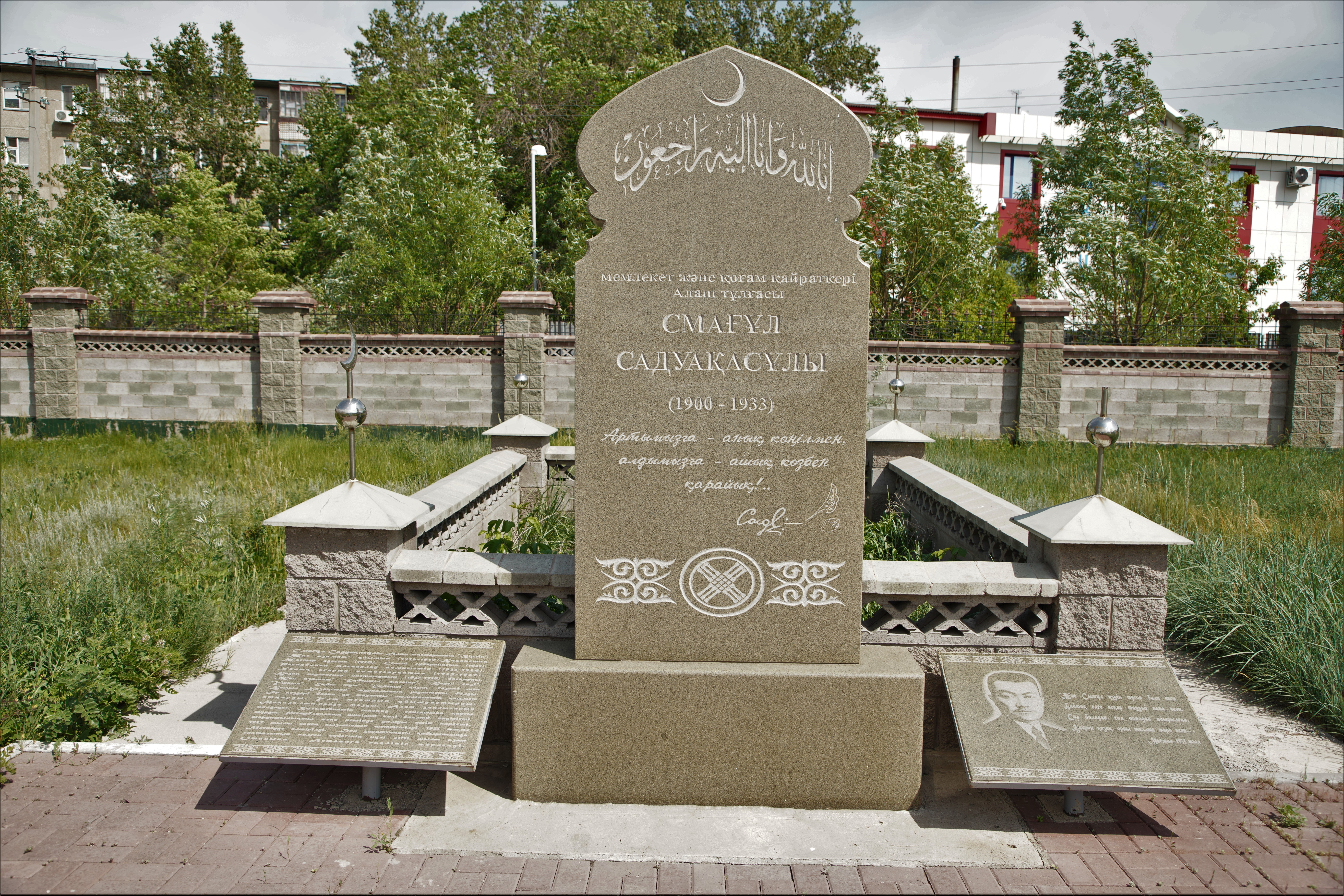
Могила Смагула Садвакасова на кладбище «Караоткель»

Происходит из подрода  Малай-Бақтыбай рода ашамайлы племени керей.
Окончив Омское среднее сельскохозяйственное училище, работал школьным учителем. В 1918—1919 гг. — редактор газеты «Кедей дауысы» («Голос бедняка»), секретарь Казахского областного комитета РКСМ в Оренбурге, редактор газеты «Еңбекші жастар» («Трудящаяся молодёжь»). Принимал участие во Всеказахском съезде молодёжи (5-13 мая 1918 года, Омск) в качестве делегата от просоветской организации «Жас казах». Однако сразу после съезда вступил в молодёжную казахскую организацию «Жас Азамат», основанную сторонниками Алашской автономии, где состоял некоторое время.
С 1921 года занимал должности секретаря КазЦИКа, полномочного представителя КазАССР при ТуркЦИКе, председателя плановой комиссии КазАССР.
С 1925 года — нарком просвещения КазАССР, в марте 1927 года освобождён от должности. По март 1928 года работал директором Казахского педагогического института. Одновременно был редактором журнала «Қызыл Қазақстан» (1924—1925), газеты «Еңбекші қазақ» (1925—1926).
После прихода к власти Ф. И. Голощёкина был отстранён от всех должностей, а в 1928 был зачислен студентом Московского института инженеров транспорта. После окончании института работал на строительстве железной дороги Москва — Донбасс. Осенью 1933 года в Воронеже, по официальной версии, заболел брюшным тифом и 16 декабря того же года умер в московской больнице.
Урна с прахом была захоронена в колумбарии бывшего 1-го крематория на Донском кладбище. В 2011 году прах С. Садвакасова был перезахоронен в Астане на кладбище Караоткель.

### Семья
Жена (с 1923) — Елизавета Букейханова-Садвакасова (1903—1971, Москва), дочь А. Н. Букейханова, председателя правительства Алаш-Орды в 1917—1920. Военврач 3-го ранга, майор медицинской службы; после войны — доктор медицинских наук, профессор, руководитель отдела санитарной статистики ВНИИ социальной гигиены и организации здравоохранения им. Н. А. Семашко. Похоронена на Новодевичьем кладбище.
- сын Искандер (1924, Москва — 19.11.1941), пропал без вести в бою под д. Скирманово Московской области[7].